# San Ignacio (Costa Rica)
San Ignacio è un distretto della Costa Rica, capoluogo del cantone di Acosta, nella provincia di San José.